# 文武阁塔
文武阁塔，位于中国广东省韶关市韶关市武江区龙归镇董村，为韶关市的一个市、县级文物保护单位，类型为古建筑，公布时间为1993年6月21日。
文武阁塔的历史年代为清代。